# 다기통 엔진

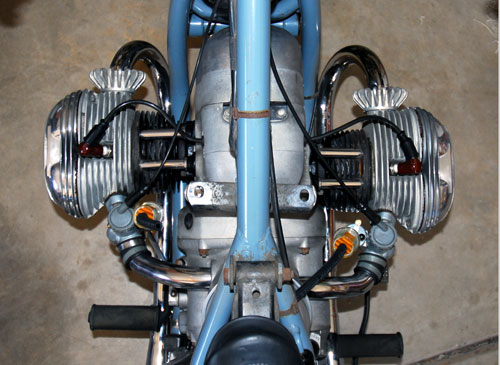
플랫 트윈 엔진.

다기통 엔진 또는 멀티실린더 엔진(multi-cylinder engine)은 여러 기통(실린더)을 갖춘 왕복 내연기관이다. 2행정 또는 4행정 기관일 수 있으며, 또 디젤 또는 불꽃 점화 방식일 수 있다. 피스톤의 움직임에 의해 동력이 발생하는 실린더와 크랭크축은 다양한 방법으로 구성할 수 있다. 다기통 엔진은 단기통 엔진에 비해 수많은 장점이 있는데, 엔진이 작동하는 중에 일치하는 매커니즘을 반대 방향으로 움직임으로써 주로 불균형 완화 기능을 갖추고 있다.
다기통 엔진은 또한 동등한 배기의 단기통 엔진보다 더 높은 분당 회전수(RPM)를 보여줄 수 있다. 이는 2가지 이유에 기인한다. 첫째로, 피스톤의 행정(stroke)이 감소된다. 이로써 피스턴이 각 크랭크축의 회전마다 왔다 돌아오는데 필요한 거리를 감소시키므로 주어진 RPM에 대해 피스톤 속도에 제한을 둔다. 둘째로, 다기통 엔진의 경우 피스톤 질량이 감소한다. 이는 더 높은 RPM에서 내부 부품에 들어가는 스트레스를 줄여준다.

## 일반적인 구성

### 2기통 엔진
- 스트레이트 트윈 엔진
- V-트윈 엔진
- 플랫 트윈 엔진

### 3기통 엔진
- 스트레이트 스리 엔진(Straight-three engine)
- V3 엔진
- W 엔진

### 4기통 엔진
- 인라인 포 엔진(Inline-four engine)
- V4 엔진
- 플랫 포 엔진(Flat-four engine)
- 스퀘어 포 엔진(Square four engine)

### 5기통 엔진
- 스트레이트 파이브 엔진(Straight-five engine)
- VR5 엔진

### 6기통 엔진
- V6 엔진
- VR6 엔진
- 스트레이트 식스 엔진(Straight-six engine)
- 플랫 식스 엔진(Flat-six engine)

### 8기통 엔진
- V8 엔진
- 스트레이트 에잇 엔진(Straight-eight engine)
- 플랫 에잇 엔진(Flat-eight engine)
- W8 엔진

### 10기통 엔진
- V10
- 스트레이트-10 엔진(Straight-10 engine)

### 12기통 엔진
- 스트레이트-12 엔진(Straight-12 engine)
- V12 engine
- 플랫 트웰브 엔진(Flat-twelve engine)
- W12 엔진

## 더 큰 구성
- V14 엔진
- V16 엔진
- U16 엔진
- W16 엔진
- V18 엔진
- W18 엔진
- V20 엔진
- V24 엔진
- W12 엔진